# We Have Always Lived in the Castle
We Always Lived in the Castle es una película estadounidense de suspenso y misterio dirigida por Stacie Passon, escrita por Mark Kruger y protagonizada por Taissa Farmiga, Alexandra Daddario, Crispin Glover y Sebastian Stan. Se basa en la novela de 1962 del mismo nombre de Shirley Jackson. 
Se estrenó en el Festival de Cine de Los Ángeles el 22 de septiembre de 2018. Fye estrenada el 17 de mayo de 2019 por Brainstorm Media. 

## Sinopsis
Después de que varios miembros de su familia murieran a causa de intoxicación por arsénico, Merricat Blackwood vive con su hermana mayor Constance y su tío enfermo Julian en aislamiento en su propiedad en Nueva Inglaterra, lejos de los pobladores locales hostiles. Durante años, la magia de Merricat aparentemente ha protegido a la familia de cualquier daño, pero su existencia un tanto pacífica se ve interrumpida por la llegada del primo Charles, quien planea robar la fortuna familiar. La llegada de Charles también amenaza el oscuro secreto que han estado escondiendo. 

## Reparto
- Taissa Farmiga como Merricat Blackwood.
- Alexandra Daddario como Constance Blackwood.
- Sebastian Stan como Charles Blackwood.
- Crispin Glover como Julian Blackwood.
- Paula Malcomson como Helen Clarke.
- Peter O'Meara como Sam Clarke.
- Peter Coonan como Bobby Dunham.
- Anna Nugent como Lucille Wright.
- Stephen Hogan como John Blackwood.
- Bosco Hogan como Ol 'Ned.
- Joanne Crawford como Stella.
- Patrick Joseph Byrnes como Mr. Elbert
- Liz O'Sullivan como la Sra. Harris

## Producción

### Desarrollo
La película, la primera adaptación cinematográfica de la novela de Shirley Jackson del mismo nombre, se informó originalmente que estaba en desarrollo en agosto de 2009, cuando la productora de Michael Douglas, Additional Films, anunció su trabajo en el proyecto escrito por Mark Kruger. También se informó que el hijo mayor de Jackson, Laurence Hyman, estaba produciendo en cierta capacidad. En agosto de 2016, se informó que Stacie Passon dirigiría la película, con Jared Ian Goldman y Robert Mitas como productores, y Douglas y Robert Halmi Jr. como productores ejecutivos.

### Casting
En marzo de 2010, se reveló que Douglas protagonizaría la película, y se rumoreaba que Rachel McAdams y Saoirse Ronan también estaban relacionados al proyecto. El 9 de agosto de 2016, se anunció que Sebastian Stan sería Charles Blackwood. Ese mismo día, se confirmó que Taissa Farmiga, Alexandra Daddario, Willem Dafoe y Joanne Crawford protagonizarían la película. Farmiga y Daddario fueron elegidos en los papeles principales de la protagonista Merricat Blackwood y su hermana Constance Blackwood, respectivamente. El 11 de agosto de 2016, Crispin Glover fue elegido como el tío Julian Blackwood, reemplazando a Dafoe en el papel. Peter O'Meara se unió al reparto el 21 de agosto, en el papel secundario de Sam Clarke.

### Rodaje
La fotografía principal comenzó el 8 de agosto de 2016 en Bray y Dublín, República de Irlanda. Farmiga, Stan y Peter Coonan fueron vistos en el set para el segundo día de filmación en el pueblo de Enniskerry, Condado de Wicklow. La producción continuó en Dublín, donde concluyó el 9 de septiembre de 2016.

## Música
En enero de 2017, se informó que Andrew Hewitt compondría la banda sonora de la película.

## Estreno
La película tuvo su estreno mundial en el Festival de Cine de Los Ángeles el 22 de septiembre de 2018. Fue estrenada el 17 de mayo de 2019 por Brainstorm Media.